# Alloteratura
Alloteratura är ett släkte av insekter. Alloteratura ingår i familjen vårtbitare.

## Dottertaxa tillAlloteratura, i alfabetisk ordning[1]
- Alloteratura angulata
- Alloteratura bachma
- Alloteratura bakeri
- Alloteratura bispina
- Alloteratura carinata
- Alloteratura cervus
- Alloteratura curta
- Alloteratura cyclolabia
- Alloteratura cylindracaudata
- Alloteratura delicatula
- Alloteratura gigliotosi
- Alloteratura hebardi
- Alloteratura karnyi
- Alloteratura keyica
- Alloteratura klankamsorni
- Alloteratura kuehnelti
- Alloteratura lamellata
- Alloteratura longa
- Alloteratura longicauda
- Alloteratura longicercata
- Alloteratura media
- Alloteratura multispina
- Alloteratura muntiacus
- Alloteratura nepalica
- Alloteratura nigrigutta
- Alloteratura nigrivertex
- Alloteratura penangica
- Alloteratura plauta
- Alloteratura podgornajae
- Alloteratura sandakanae
- Alloteratura siamensis
- Alloteratura simplex
- Alloteratura sinica
- Alloteratura stebaevi
- Alloteratura subanalis
- Alloteratura tahanensis
- Alloteratura thanjavuensis
- Alloteratura tibetensis
- Alloteratura triloba
- Alloteratura werneri
- Alloteratura xiphidiopsis